# 嗜貝𩷶
嗜貝𩷶，為輻鰭魚綱鯰形目𩷶鯰科的其中一種，為熱帶淡水魚，分布於亞洲湄公河、湄南河流域，體長可達120公分，棲息在河川及氾濫平原底層水域，以蝦、昆蟲及軟體動物為食，會進行季節性洄游，生活習性不明，可做為食用魚。

## 扩展阅读
維基物種上的相關：嗜貝𩷶